# 東野智弥
東野 智弥（ひがしの ともや、1970年9月9日 - ）は、石川県出身の元バスケットボール選手、バスケットボール指導者、経営者である。ニックネームは「クラッシャー」。現役時代のポジションはシューティングガード。

## 来歴
北陸高校では、佐古賢一、高柳信也、塩屋清文らとともに全国大会優勝に貢献。
その後、早稲田大学を経て、1993年にアンフィニ東京（さいたまブロンコスの前身）に入社、全日本実業団選手権準優勝に貢献。
3シーズンプレーした後退社し渡米。半年の語学留学を経て、ルイス&クラーク大学でアシスタントコーチに就任。2シーズン目には、カンファレンスチャンピオン・全米NAIAトーナメントベスト8となる。
1998年10月に帰国し、三井生命ファルコンズのアシスタントコーチに就任。しかし1シーズンで休部。
1999年、エミネクロス・メディカルセンターのスポーツコーディネーター、所沢ブロンコスのヘッドコーチ、母校である早稲田大学のコーチ、同5月、全日本車椅子バスケットボールチーム・アドバイザーコーチ（2008年まで）にも就任。
2001年5月、トヨタ自動車アルバルクのアシスタントコーチに就任。創部54年目のリーグ初優勝に導く。
2004年5月、ジェリコ・パブリセヴィッチヘッドコーチの元、日本代表アシスタントコーチに就任。2006年の世界選手権まで務める。
2007年より日本バスケットボールリーグに参戦するレラカムイ北海道の初代ヘッドコーチに就任。3シーズン務めた後2010年退任。
同年5月、日本代表アシスタントコーチに復帰。2012年3月をもって退任。
2012年、NBAチームミルウォーキー・バックスのアシスタントコーチとしてサマーリーグに参戦。
2010年より開始されるWOWOWのNBA中継にて解説者を務める。
早稲田大学大学院スポーツ科学研究科修了（最優秀論文賞受賞）。
2013年3月、浜松・東三河フェニックスヘッドコーチに就任。2014-15シーズンにbjリーグ優勝を達成。2016年、浜松・東三河との契約満了。
日本バスケットボール協会技術委員会委員長に就任。
2019年2月、バスケットボール男子日本代表は、FIBAワールドカップアジア予選を突破しワールドカップ出場を決めた。ワールドカップ出場は日本開催の2006年以来3大会ぶりで、自力出場は1998年大会以来21年ぶり。
2025年7月、名古屋ダイヤモンドドルフィンズ株式会社 代表取締役社長兼GMに就任。Wリーグ・三菱電機コアラーズGMも兼任。

## 経歴
選手
- 三木小学校→錦城中学校→北陸高校 → 早稲田大学→アンフィニ東京

## 著書
- バスケットボール 勝つための最新セットプレー88（小谷究との共同編著、エクシア出版2021年9月22日発行、ISBN 978-4908804762）